# غرايم جنكينز
غرايم جنكينز (بالإنجليزية: Graeme Jenkins)‏ هو موزع بريطاني، ولد في 1958.

## وصلات خارجية
- غرايم جنكينز على موقع ميوزك برينز (الإنجليزية)